# Taq-DNA-Ligase
Die Taq-DNA-Ligase ist ein Enzym aus der Gruppe der DNA-Ligasen und wird von Thermus aquaticus gebildet.

## Eigenschaften
Die Taq-DNA-Ligase erzeugt je eine Phosphodiesterbindung zwischen zwei aneinandergrenzenden DNA-Sequenzen in DNA-Doppelsträngen und dient der Bakterie zur DNA-Replikation, Rekombination und zur DNA-Reparatur. Cofaktoren sind zweiwertige Magnesiumionen.
Die Taq-DNA-Ligase katalysiert die Reaktion:
NAD+ + (Desoxyribonukleotid)(n) + (Desoxyribonukleotid)(m) {\displaystyle \rightleftharpoons } AMP + beta-Nicotinamid-D-ribonukleotid + (Desoxyribonukleotid)(n+m)

## Anwendungen
Die Taq-DNA-Ligase wird im Zuge einer künstlichen Gensynthese zur mehrfachen, parallelen Ligation jeweils zweier DNA-Doppelstränge aneinander verwendet, ist jedoch bei einer Verwendung der Gibson Assembly zur Klonierung nicht notwendig. Die Taq-Ligase wird im Zuge einer PCR-Optimierung zur Erzeugung langer Produkte eingesetzt, jedoch unabhängig von der Ligase-Aktivität. Weiterhin wird die Taq-DNA-Ligase zur Ligase-Kettenreaktion eingesetzt.